# Syndyas pleuripolita
Syndyas pleuripolita is een vliegensoort uit de familie van de Hybotidae. De wetenschappelijke naam van de soort is voor het eerst geldig gepubliceerd in 1977 door Teskey and Chillcott.